# Marni Nixon
Marni Nixon, nome artístico de Margaret McEathron (Altadena, 22 de fevereiro de 1930 - Nova Iorque, 24 de julho de 2016) foi uma soprano americana famosa sobretudo por ter dublado muitas das principais estrelas de Hollywood em grandes musicais do cinema. Por esta razão, ficou conhecida pelos apelidos "The Ghostess with the Mostess" (sem correspondência em português) e "The Voice of Hollywood" ("A Voz de Hollywood"). Além de cantora e dubladora, chegou a trabalhar como atriz, integrando o elenco do filme A noviça rebelde ("The Sound of Music", 1965), onde interpretou a Irmã Sophia.

## Biografia

### Primeiros anos
Nasceu Margaret McEathron em Altadena, California e começou a cantar em corais ainda pequena.  Aos 14 anos, tornou-se parte do Los Angeles Concert Youth Chorus, formado na época - cujos membros incluíam uma Marilyn Horne, com 13 anos, e um Paul Salamunovich, com 19, entre muitos outros - sob a condução de Roger Wagner; este coral evoluiu para o Roger Wagner Chorale, em 1948, e depois para o Los Angeles Master Chorale em 1964. 

### Carreira profissional
A carreira de dubladora de Marni Nixon inclui:
- As vozes de anjos ouvidas por Ingrid Bergman no filme Joan of Arc (1948)
- A voz de Margaret O'Brien quando cantando no filme The Secret Garden (1949)
- Forneceu alguns dos agudos da voz de Marilyn Monroe em sua performance na música "Diamonds Are a Girl's Best Friend" do filme Gentlemen Prefer Blondes (1953)
- A voz de Deborah Kerr nas canções do filme The King and I, compostas por Rodgers & Hammerstein, de 1956 (em algumas partes do filme, as vozes de Kerr e Nixon foram misturadas)
- Novamente a voz de Deborah Kerr em An Affair to Remember (1957)
- A voz de Natalie Wood como "Maria" nas partes cantadas de West Side Story (1961), também cantando algumas das partes da personagem "Anita", interpretada por Rita Moreno, dividindo os méritos com a co-dubladora Betty Wand e com a própria Rita Moreno. Em partes do quinteto da música "Tonight", ela canta as linhas tanto de "Maria" quanto de "Anita".
- A voz de Audrey Hepburn no personagem "Eliza" em My Fair Lady (1964), cuja dublagem deu maior notoriedade a Nixon e, segundo alguns, contribuiu para a não-indicação de Audrey ao Oscar pelo papel.

Nixon apareceu nas telas como atriz no longa de 1965 The Sound of Music  ("A Noviça Rebelde" no Brasil), no papel da Irmã Sophia, tendo a oportunidade de cantar no filme. Julie Andrews, a estrela de "The Sound of Music", havia antes perdido o papel de Eliza Doolittle para Audrey Hepburn em My Fair Lady (1964), mas terminou por ganhar o Oscar de atriz por Mary Poppins (também de 64). Quando elas se encontraram pela primeira vez no set de filmagem de "The Sound of Music", Julie cumprimentou Marni com um grande aperto de mão e com a frase: "Eu realmente adoro o seu trabalho". Na verdade, elas já haviam trabalhado juntas antes numa mesma canção: Nixon havia feito uma ou mais vozes do trio de pinguins na sequência animada "Jolly Holiday" de Mary Poppins. Nixon também cantara a parte de Mary Poppins em uma coleção de músicas liberada em discos "Disneyland" em 1964, com arranjos diferentes dos apresentados no filme.
Os créditos por algumas de suas dublagens não apareciam nos títulos de muitos filmes e Nixon só começou a ser totalmente creditada por eles e reconhecida quando do lançamento dos mesmos em VHS, muitos anos depois. 
Com o declínio dos musicais em Hollywood e consequente diminuição de trabalhos, ela começou a atuar nos palcos, como Eliza Doolittle em My Fair Lady e como Fraulein Schneider em Cabaret. No fim dos anos 1970 e início dos 1980, ela apresentou um espetáculo infantil para a TV em Seattle chamado Boomerang. Em 2001, substituiu Joan Roberts como Heidi Schiller na Broadway no "revival" de Follies de Stephen Sondheim.  Em 2003, voltou à Broadway no papel de mãe do personagem Guido no "revival" de Nine.
Em 1998, Marni Nixon cantou no filme de animação da Disney Mulan, no papel de Vovó Fa.
Em março de 2007 ela se envolveu numa versão concerto do musical My Fair Lady, no qual interpretou o papel de Mrs. Higgins, mãe do personagem Prof. Higgins.
Em 18 de junho de 2007, Marni se juntou a um grupo de voluntários que formaram, inspirados pelo documentário Tocar y Luchar. Eles tentam levar mais educação musical às crianças.
Com seu próprio nome, ela também gravou músicas de Jerome Kern, George Gershwin, Arnold Schönberg, Charles Ives e Anton Webern.

### Vida pessoal
Nixon casou-se três vezes, tendo os seus dois primeiros casamentos terminados em divórcio.
De seu primeiro casamento, com o compositor de bandas sonoras Ernest Gold (que compôs a música-tema do filme Exodus, de 1960), ela teve três filhos, sendo um deles o cantor e compositor Andrew Gold ("Lonely Boy" e "Thank You For Being a Friend"), que faleceu em 2011 aos 59 anos. O casamento, que durou 19 anos, terminou em divórcio em 1969.
Em 1971, Nixon casou-se com Lajos Frederick Fenster, mas, passados quatro anos, a união também terminou em divórcio, em 1975.
Seu terceiro e último casamento ocorreu em 1983, com Albert Block, de quem ficou viúva em 2015, após 32 anos de união.

### Morte
Nixon morreu em 24 de julho de 2016 na cidade de Nova Iorque, vítima de câncer de mama. Tinha 86 anos, e deixou duas filhas do primeiro casamento, Martha (nascida em 1953) e Melanie Gold (nascida em 1962).